# Vars (Haute-Saône)
Vars ist eine Gemeinde im französischen Département Haute-Saône in der Region Bourgogne-Franche-Comté.

## Geographie
Vars liegt auf einer Höhe von 223 m über dem Meeresspiegel, elf Kilometer nordnordwestlich von Gray und etwa 43 Kilometer nordöstlich der Stadt Dijon (Luftlinie). Das Haufendorf erstreckt sich im äußersten Westen des Départements, in der leicht gewellten Landschaft zwischen den Flusstälern von Saône im Osten und Vingeanne im Westen, in der Talniederung des Ruisseau des Écoulottes.
Die Fläche des 16,16 km² großen Gemeindegebiets umfasst einen Abschnitt im Bereich des Plateaus nördlich der Ebene von Gray. Der zentrale Teil des Gebietes wird von der weiten Mulde des Ruisseau des Écoulottes eingenommen, der für die Entwässerung nach Süden zur Saône sorgt. Bei Theuley ist der Bach zum langgezogenen Étang de Theuley aufgestaut. Die Talmulde ist in ein Plateau eingesenkt, das durchschnittlich auf 240 m liegt. Es wird durch verschiedene Mulden untergliedert, die sich zum Ruisseau des Écoulottes hin öffnen. Nur wenige dieser Seitentälchen zeigen ein oberirdisches Fließgewässer. Die Hochfläche besteht aus einer Wechsellagerung von kalkigen und sandig-mergeligen Sedimenten der oberen Jurazeit und des Tertiär. Weite Teile des Plateaus werden landwirtschaftlich genutzt, doch gibt es auch größere Waldflächen. Im Osten dehnt sich das Waldgebiet des Bois Clair (bis 242 m) aus. Die nördliche Abgrenzung verläuft im Bois de Champlitte, die westliche im Bois de Pouilly. Mit 299 m wird auf dem Mont Verrat, einer Kuppe im Quellgebiet des Ruisseau des Écoulottes, die höchste Erhebung von Vars erreicht.
Zu Vars gehört die Ortschaft Theuley-lès-Vars (227 m) am Ostrand des Étang de Theuley. Nachbargemeinden von Vars sind Champlitte und Écuelle im Norden, Oyrières im Osten, Auvet-et-la-Chapelotte im Süden sowie Pouilly-sur-Vingeanne und Montigny-Mornay-Villeneuve-sur-Vingeanne im Westen.

## Geschichte
Zahlreiche Funde weisen darauf hin, dass das Gemeindegebiet bereits zur gallorömischen Zeit besiedelt war. Im Weiteren wurde ein Gräberfeld aus der Burgunderzeit entdeckt. Den eigentlichen Beginn der Besiedlung bildete die Gründung des Zisterzienserklosters Theuley im Jahr 1135. Die Mönche machten die Gegend urbar und gründeten verschiedene Grangien, darunter diejenige von Vars. Im Mittelalter gehörte Vars zur Freigrafschaft Burgund und darin zum Gebiet des Bailliage d’Amont. Das Kloster wie auch die Ortschaft wurden 1595 von Truppen unter Tremblecourt zerstört. Zusammen mit der Franche-Comté gelangte Vars mit dem Frieden von Nimwegen 1678 definitiv an Frankreich. Seit der Zeit der Französischen Revolution bilden Vars und Theuley eine Gemeinde. Seit Anfang 2008 ist Vars Mitglied des 14 Ortschaften umfassenden Gemeindeverbandes Communauté de communes des Quatre Vallées.

## Sehenswürdigkeiten
Die Kirche Saint-André in Vars wurde 1750 erbaut und besitzt einen Stuckaltar aus dem 18. Jahrhundert. Ebenfalls in Vars befinden sich die Mairie (Gemeindehaus) aus dem 19. Jahrhundert und ein Lavoir (1833), dessen Architektur dem antiken griechischen Stil nachempfunden wurde. Vom ehemaligen Kloster Theuley sind Gebäude aus dem 18. Jahrhundert, Mühlen sowie ein romanisches Kellergewölbe erhalten.

## Bevölkerung
| Jahr                       | 1962 | 1968 | 1975 | 1982 | 1990 | 1999 |
| Einwohner                  | 189  | 212  | 215  | 179  | 179  | 190  |
| Quellen: Cassini und INSEE |      |      |      |      |      |      |

Mit 203 Einwohnern (2007) gehört Vars zu den kleinen Gemeinden des Département Haute-Saône. Nachdem die Einwohnerzahl in der ersten Hälfte des 20. Jahrhunderts deutlich abgenommen hatte (1896 wurden noch 326 Personen gezählt), wurde seit Beginn der 1990er Jahre wieder ein leichtes Bevölkerungswachstum verzeichnet.

## Wirtschaft und Infrastruktur
Vars war lange Zeit ein vorwiegend durch die Landwirtschaft (Ackerbau, Obstbau und Viehzucht) und die Forstwirtschaft geprägtes Dorf. Die Wasserkraft des Ruisseau des Écoulottes wurde für den Betrieb von Mühlen genutzt. Heute gibt es einige Betriebe des lokalen Kleingewerbes, darunter einen Betrieb des Landmaschinenbaus. In den letzten Jahrzehnten hat sich das Dorf zu einer Wohngemeinde gewandelt. Viele Erwerbstätige sind deshalb Wegpendler, die in den größeren Ortschaften der Umgebung und im Raum Gray ihrer Arbeit nachgehen.
Der Ort liegt abseits der größeren Durchgangsachsen an einer Departementsstraße, die von Autrey-lès-Gray nach Écuelle führt. Weitere Straßenverbindungen bestehen mit Oyrières, Pouilly-sur-Vingeanne und Mornay.